# الصيابة (ملحان)

تعديل مصدري - تعديل

الصيابة هي إحدى قرى عزلة العمارية بمديرية ملحان التابعة لمحافظة المحويت، بلغ تعداد سكانها 365 نسمة حسب تعداد اليمن لعام 2004.